# Maqeda
Maqeda è il romanzo d'esordio di Salvo Sottile, pubblicato nel 2007.

## Trama
La storia è incentrata sulla vita di Filippo, che nasce e cresce in una Palermo che impara a conoscere. Si districa tra storie di mafia e storie d'amore, con una famiglia legata alla mafia ne diventerà inizialmente antagonista e successivamente, suo malgrado, parte di essa. Ogni volta cambia la sua personalità in funzione alla vita che conduce, adattandosi, in carcere, anche alla parte del mafioso duro.

## Edizioni
- Salvo Sottile, Maqeda, Baldini Castoldi Dalai Editore, 2007,  p. 287, ISBN 978-88-6073-066-4.